# Pachycoris
Pachycoris is een geslacht van wantsen uit de familie van de Scutelleridae (Pantserwantsen). Het geslacht werd voor het eerst wetenschappelijk beschreven door Burmeister in 1835.

## Soorten
Het genus bevat de volgende soorten:

- Pachycoris aquila Herrich-Schäffer, 1839
- Pachycoris burmeisteri Heer, 1864
- Pachycoris chrysomelinus Walker, 1867
- Pachycoris escheri Heer, 1853
- Pachycoris fabricii (Burmeister, 1835)
- Pachycoris germari Heer, 1853
- Pachycoris klugii Burmeister, 1835
- Pachycoris lineatus Herrich-Schäffer, 1836
- Pachycoris mexicanus Herrich-Schäffer, 1837
- Pachycoris obscuratus Herrich-Schäffer, 1838
- Pachycoris protogaeus Heer, 1853
- Pachycoris torridus (Scopoli, 1772)